# Sreteška Gora
Sreteška Gora este un sat din comuna Kolašin, Muntenegru. Conform datelor de la recensământul din 2003, localitatea are 18 locuitori (la recensământul din 1991 erau 40 de locuitori).

## Demografie
În satul Sreteška Gora locuiesc 18 persoane adulte, iar vârsta medie a populației este de 50,4 de ani (41,8 la bărbați și 67,7 la femei). În localitate sunt 10 gospodării, iar numărul mediu de membri în gospodărie este de 1,80.
Această localitate este populată majoritar de sârbi (conform recensământului din 2003).
|  |

| Demografie | Demografie | Demografie |
| An         | Locuitori  | Locuitori  |
| ---------- | ---------- | ---------- |
|            |            |            |
|            |            |            |
|            |            |            |
|            |            |            |
| 1948       | 122        |            |
| 1953       | 138        |            |
| 1961       | 147        |            |
| 1971       | 128        |            |
| 1981       | 81         |            |
| 1991       | 40         | 40         |
| 2003       | 20         | 18         |

| \| Componența etnică conform recensământului din 2003[2] \| Componența etnică conform recensământului din 2003[2] \| Componența etnică conform recensământului din 2003[2] \| Componența etnică conform recensământului din 2003[2] \| Componența etnică conform recensământului din 2003[2] \| \| ----------------------------------------------------- \| ----------------------------------------------------- \| ----------------------------------------------------- \| ----------------------------------------------------- \| ----------------------------------------------------- \| \| \| \| \| \| \| \| Sârbi \| Sârbi \| \| 16 \| 88,88% \| \| Muntenegreni \| Muntenegreni \| \| 1 \| 5,55% \| \| necunoscută \| necunoscută \| \| 1 \| 5,55% \| |              |  |    |        |
| Componența etnică conform recensământului din 2003 |              |  |    |        |
| |              |  |    |        |
| Sârbi | Sârbi        |  | 16 | 88,88% |
| Muntenegreni | Muntenegreni |  | 1  | 5,55%  |
| necunoscută | necunoscută  |  | 1  | 5,55%  |